# داريو كاتالدو
داريو كاتالدو (بالإيطالية: Dario Cataldo)‏ ولد بتاريخ 17 مارس 1985 في لانتشانو، إيطاليا، هو دراج إيطالي.

## سجل النتائج

### سباقات أو مراحل فاز بها
- طواف إسبانيا

### المراكز
- حقق المركز الـ 9 في طواف بكين 2011
- حقق المركز الـ 12 في طواف إيطاليا 2011
- حقق المركز الـ 9 في فولتا كاتالونيا 2012
- حقق المركز الـ 12 في طواف إيطاليا 2012
- حقق المركز الـ 4 في جيرو ديل ترينتينو 2015

## روابط خارجية
- داريو كاتالدو على موقع الاتحاد الدولي للدراجات (الإنجليزية)
- داريو كاتالدو على موقع أرشيف الدراجات (الإنجليزية)
- داريو كاتالدو على موقع إحصائيات الدراجات الإحترافية (الإنجليزية)
- داريو كاتالدو على موقع نسبة الدراجات (الإنجليزية)
- داريو كاتالدو على موقع CycleBase (الإنجليزية)